# Rósa Samuelsen
Rósa Samuelsen (født Simonsen, 22. december 1959 i Tórshavn) er en færøsk bankfuldmægtig og politiker (Sambandsflokkurin).
Hun var medlem af kommunestyret i Sandavágur 1999–2008, herunder borgmester 2001–08. Den 1. januar 2009 blev kommunen slået sammen med Miðvágs kommuna til Vága kommuna. Fra 1. januar 2013 er Samuelsen borgmester i Vága kommuna. Hun har også haft flere andre kommunalpolitiske tillidshverv, deriblandt formand i Føroya Kommunufelag 2004–08.
Samuelsen har været valgt til Lagtinget fra 2008–15 og var formand i Lagtingets velfærdsudvalg siden 2011–15. I årene 2008–11 var hun socialminister i Kaj Leo Johannesens første regering, og Marjus Dam mødte i hendes sted på Lagtinget.